# 瓊斯鎮區 (堪薩斯州莫頓縣)
瓊斯鎮區（英語：Jones Township）為美國堪薩斯州莫頓縣轄下的鎮區。2010年美国人口普查中該鎮區人口有14人。

## 地理
瓊斯鎮區涵蓋總面積為140.47平方（54.24平方英里）。

## 人口統計
根據2010年美國人口普查，瓊斯鎮區人口有14人，住房5戶，人口密度為0.1人/每平方公里。此鎮區居民之種族中，白人佔78.57%，非裔美國人佔0%，美洲原住民佔0%，亞裔美國人佔0%，太平洋島裔美國人佔0%，其他種族佔21.43%，混血種族則佔0%。而西班牙裔或拉丁裔美國人佔此鎮區人口的21.43%。

## 外部連結
- City-Data.com （页面存档备份，存于）